# Enshrouded
Enshrouded est un futur jeu vidéo de rôle, d'action et de survie de Keen Games. Il a été lancé via un accès anticipé le 24 janvier 2024 pour Windows. Le jeu devrait sortir en 2025 sur Windows, PlayStation 5 et Xbox Series.

## Système de jeu
Enshrouded est un jeu vidéo de rôle, d'action et de survie joué à la troisième personne. Il prend en charge jusqu'à 16 joueurs à la fois. Le jeu se déroule à Embervale, un monde ouvert qui peut être librement exploré par les joueurs. Le monde extérieur est l'endroit où les joueurs peuvent construire leurs bases, rassembler des ressources et fabriquer de nouveaux équipements et équipements.
Comme dans d’autres jeux de survie, les joueurs doivent gérer leur niveau de faim et de soif. Cependant, la faim et la soif n’affectent que l’efficacité du personnage au combat. Boire de l'eau améliore l'endurance du joueur, tandis que manger de la nourriture améliore sa constitution. Enshrouded dispose également d'un mécanisme de sommeil. Les joueurs peuvent utiliser diverses armes pour vaincre leurs ennemis, et ils peuvent esquiver et parer les attaques hostiles. Au fur et à mesure que les joueurs progressent dans le jeu, ils débloqueront de nouveaux talents, renforçant encore leurs capacités de combat et permettant aux joueurs de se spécialiser dans l'une des trois classes. Ils débloqueront un planeur et un grappin, qui les aideront tous deux à se déplacer dans le monde du jeu. Si le personnage du joueur meurt dans le jeu, les joueurs conserveront tout leur équipement équipé et leurs objets fabriqués, et ne perdront que toutes les ressources brutes qu'ils ont collectées.

## Développement
Enshrouded est développé et édité par le studio allemand Keen Games, qui a précédemment développé Portal Knights. Les développeurs se sont inspirés de jeux tels que The Legend of Zelda: Breath of the Wild et Valheim. Bien que le combat ait été influencé par les Souls-like, il n'a pas été conçu pour être aussi difficile. Il a été conçu comme un jeu « accueillant » pour les joueurs qui ne sont pas familiers avec le genre des jeux de survie.
Keen a annoncé le jeu en mai 2023. Une démo de 8 heures pour le jeu a été publiée lors du Steam Next Fest en novembre 2023. Enshrouded est sorti via accès anticipé le 24 janvier 2024. Des versions PlayStation 5 et Xbox Series sont également actuellement en développement.

## Réception
Enshrouded s'est vendu à plus d'un million d'exemplaires au cours de ses quatre premiers jours de lancement en accès anticipé.